# American Terrorist
American Terrorist: Timothy McVeigh & The Oklahoma City Bombing – amerykańska powieść z dziedziny literatury faktu autorstwa nowojorskich dziennikarzy  Lou Michela i Dana Herbecka opublikowana po raz pierwszy w kwietniu 2001 roku w Stanach Zjednoczonych przez ReganBooks, wydawnictwo HarperCollins. Opowiada o życiu Timothy'ego McVeigha, od dzieciństwa po jego doświadczeniach wojskowych podczas I wojny w Zatoce Perskiej, jego przygotowaniach i przeprowadzeniu zamachu bombowego w Oklahoma City, w którym zginęło 168 osób, jego procesie i pobycie w celi śmierci przed egzekucją. Jeden z załączników zawiera listę wszystkich osób zabitych w wybuchu wraz z krótką informacją biograficzną. Jest to jedyna biografia autoryzowana przez samego McVeigha, z którym autorzy odbyli łącznie 75 godzin wywiadów.
W USA książka odniosła ogromny sukces wydawniczy, jednak jak dotąd nie została jeszcze wydana w Polsce.